# Socializacija bika?
Socializacija bika? je slovenski animirani film iz leta 1998. Ustvarila sta ga risarja Zvonko Čoh in Milan Erič, za katera je to celovečerni prvenec. Je tudi edini slovenski risani celovečerec. 

## Zgodba
Nadrealistična in bizarna zgodba preplete raziskavo plešastega profesorja Rozine, ki želi pospešiti rast lasnih celic in se spre z bratom, z incidentom v daljnem galaktičnem kraljestvu, kjer prestolonaslednik Alfred poskusi prepovedano cigareto, ki pri pripadnikih njegove rase povzroča antievolucijo. Ta ga spremeni do stopnje bika, nakar je za kazen poslan za sedem let na Zemljo, kjer je najslabša trava v galaksiji. Alfred tam postane predmet raziskav Rozine.

## Financiranje in produkcija
Projekt je ocenjen na 19.668.000 tolarjev (82.073 evrov). Podprli so ga Filmski sklad RS (58.370 evrov), Ministrstvo za kulturo RS, Mestna občina Ljubljana in revija Mladina. Producirala sta E-Motion film in Društvo ŠKUC v koprodukciji z RTV Slovenija (Jaroslav Skrušny). Poprodukcija zvoka je potekala v Studiu Tivoli.
Film je v celoti narejen ročno, preko 20.000 risb sta avtorja ustvarila v prostem času, skupno je izdelava od prve zamisli trajala več kot 12 let. Pri rezanju in lepljenju na filmsko folijo so jima pomagale tri najete sodelavke in prijatelj Ivo Štandeker, ki je iz dolgčasa ob monotonem opravilu ustvaril tudi enega od stranskih likov. Vprašaj sta k naslovu pridala, ker do zadnjega ni bilo gotovo, ali jima bo film uspelo končati. Nista imela dostopa do 35 mm kamere, kar sta čutila kot omejitev. Štandekar, ljubitelj risank in stripov, je izrezoval figurice in pomagal pri scenariju in idejah. Vujanović je napisal dialoge in odpiral določene možnosti v scenariju. Za publiko tega filma sta štela vse od dvanajstega leta naprej, za mlajše naj bi bil premalo idealističen ter preveč zafrkantski in ciničen.
Po prikazu filma na portoroškem festivalu je film dobil še tri prizore in novo tonsko podobo. Premiero je doživel v Ljubljani (Bežigrad) in Mariboru (Gledališče) 20. maja 1998.

## Odziv kritikov in gledalcev

### Kritiki
Peter Kolšek je napisal, da se filmu na polovici pozna menjava političnega sistema. Označil ga je za pravi film in privlačni žanrski anahronizem, ki presega klasične žanrske vzorce in bo všeč le elitistično anarhističnim gledalcem.

### Obisk v kinu
Film je videlo 2.426 gledalcev.

## Glasovni igralci
| - Brane Grubar: profesor Janez Rozina - Niko Goršič: profesorjev brat Bruno - Violeta Tomič: asistentka Marta - Dare Valič: asistent Valentin - Gojmir Lešnjak: robot Omega | - Jurij Souček: kralj galaktičnega kraljestva - Maja Sever: princ Alfred - Janez Škof: kraljevi odposlanec Xerox - Branko Završan: Čarli - Gojmir Lešnjak: kmet | - Nada Vodušek: radijska napovedovalka - Ljerka Belak: živali - Branko Završan: živali |

## Ekipa
| - dialogi: Zvonko Čoh, Milan Erič in Slobodan Vujanović - animacija: Zvonko Čoh in Milan Erič - snemalci trik kamere: Rasto Novakovič, Ludvik Burnik in Damjan Popovič | - glasba: Slavko Avsenik ml. - montaža: Višnja Skorin in Vesna Nikolovska Kržičnik - zvok: Julij Zornik | - organizatorka sinhronizacije: Andreja Hafner Souček - režiser sinhronizacije: Matjaž Žbontar - koloristi: Damjana Brumec, Maja Češnovar, Jana Čoh, Zvonko Čoh, Milan Erič, Nives Palmič, Saba Skaberne, Danijela Strmljan in Ivo Štandeker |

## Nagrade
- 1999: nagrada Prešernovega sklada: Zvonko Čoh in Milan Erič[7]
- 1999: 42. mednarodni festival dokumentarnih in kratkih animiranih filmov v Leipzigu (netekmovalni program): posebna nagrada žirija nemškega ministrstva za okolje (diploma in 5.000 nemških mark).[8]

### 1. Festival slovenskega filma 1998 Portorož
- nagrada za scenarij
- nagrada za celovečerni film

(strokovna žirija filmskega sklada RS: predsednica Berta Meglič in Andrej Blatnik, Sergej Grmek, Igor Koršič, Andrej Košak)
- nagrada žirije slovenskega združenja filmskih kritikov Fipresci

(žirija: predsednik Bojan Kavčič in Mateja Valentinčič, Denis Valič)

## Izdaje na nosilcih
- Socializacija bika?. videokaseta. Ljubljana : E-Motion film, 1998
- Socializacija bika?. video DVD. Ljubljana : E-Motion film, 2004
- Socializacija bika?. video DVD. Ljubljana : Slovenski filmski center, 2011. zbirka Novi slovenski film 2